# 派来镇
派来镇，是中华人民共和国四川省凉山彝族自治州金阳县下辖的一个乡镇级行政单位。2021年1月12日，撤销则祖乡，将原则祖乡和原木府乡岩头村所属行政区域划归派来镇管辖。

## 行政区划
派来镇下辖以下地区：
农地坪子村、官家梁子村、凉坪村、金星村、天地坪村、派来村、火山村、唐家营盘村和炭山村。